# Дрек

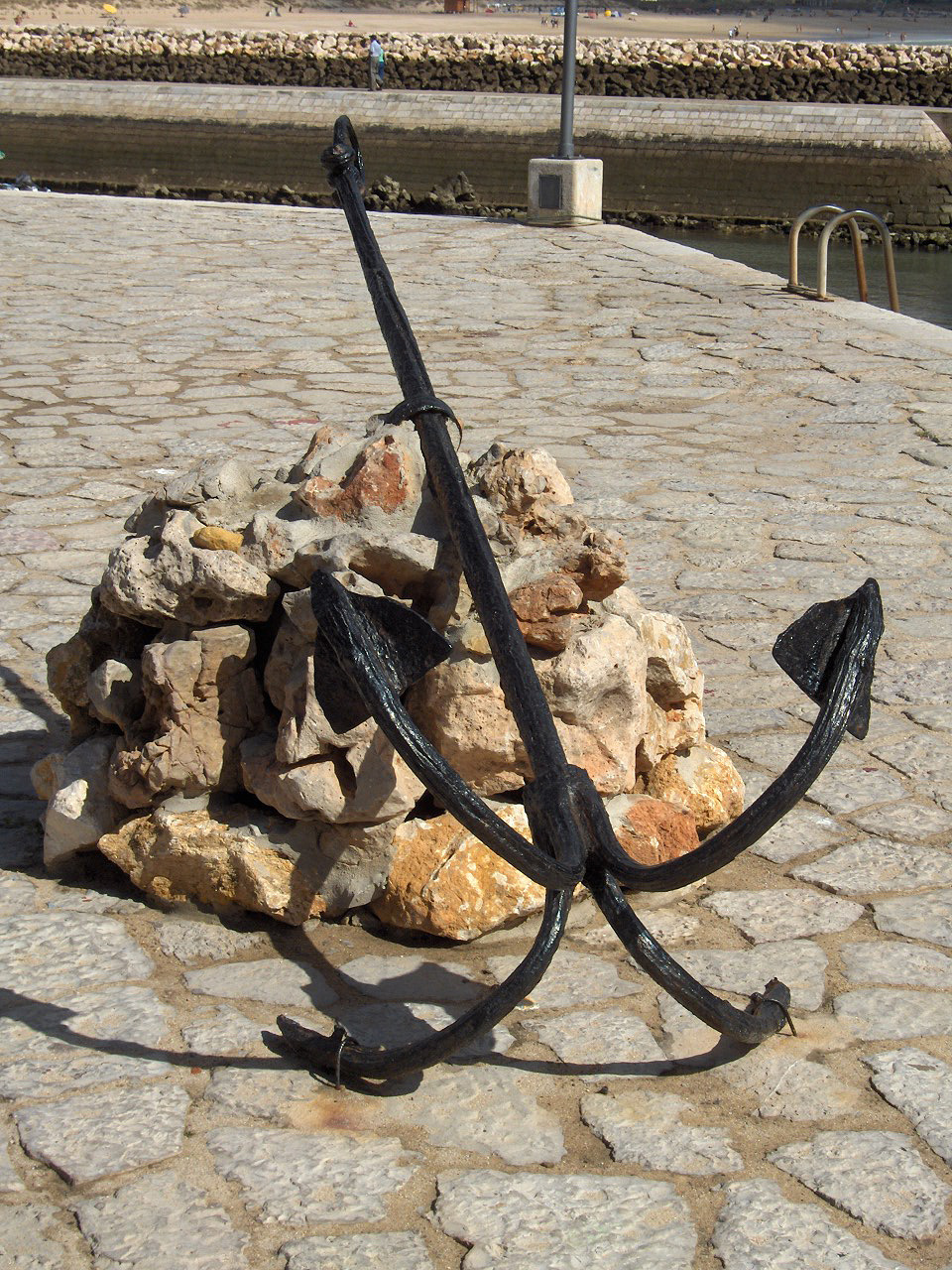
Дрек (или дрег) — четырерогий якорь

Дрек или дрег, в морском деле — четырерогий якорь или большая кошка, небольшой складной якорь, составляющий необходимую принадлежность гребного судна, размеры которого зависят от размеров шлюпки.
Дрек хранится всегда в шлюпке, как и трос определённой толщины и длины, служащий якорным канатом для дрека и называемый «дректовом». Дректо́у или дректо́в — капать, шейма при дреке или якорный канат шлюпочного якоря.
Дрек, обычно бывает адмиралтейского типа, с неподвижными лапами и железным штоком, закрепляемым чекой в круглом отверстии веретена.
Дрек или Дрег, в России назывались абордажными крючьями (крюками), также использовался при абордаже, для сцепления судов (кораблей) между собой, для того, чтобы закрепить на месте атакуемый корабль противника, крюки впивались в мачты, борта и не давали кораблю противника уйти.

... Одна из них, снесённая за корму, перервала бакштов шлюпки, и шлюпка остановилась на дреке. Изнеможённые беспрерывным выливанием воды и холодом, в следующее утро бывшие на этой шлюпке подняли дрек и спустились к берегу, у которого пристали благополучно. ...— Александр Петрович Соколов, Фрегат «Царь Константин», «Летопись крушений и пожаров судов русского флота, от начала его существования по 1854 год», — 1798 год, — СПб.: Типография Императорской Академии наук, издание 1855 года.